# NGC 439
NGC 439 (другие обозначения — ESO 412-18, MCG −5-4-15, AM 0111-320, PGC 4423) — галактика в созвездии Скульптор. Открыта Джоном Гершелем в 1834 году, описывается Дрейером как «довольно яркий, маленький, круглый объект с увеличивающейся к середине яркостью».
Этот объект входит в число перечисленных в оригинальной редакции «Нового общего каталога».
В 2006 году в галактике вспыхнула сверхновая SN 2006di типа Ia. Её пиковая звёздная величина составила 16,1. Также галактика содержит компактный тусклый радиоисточник в ядре.

## NGC 439 в группе галактик
NGC 439 совместно с NGC 441 являются самыми яркими представителями группы галактик, в которую они входят. Кроме них в группу входит ещё несколько галактик-спутников. Значительная часть галактик группы взаимодействует в парах, и размер группы не ясен. По оценке публикации 1989 года в группе 7 галактик, по другой 1996 года 18.